# Li Wei (peintre)
Pour les articles homonymes, voir Li Wei.
Li Wei (李瑋), surnommé Gongzhao (公炤), originaire de Qiantang dans la province du Zhejiang, est un artiste-peintre chinois du XIe siècle.

## Biographie
Beau-fils de l'empereur Song Renzong, c'est un haut fonctionnaire pour qui la calligraphie et la peinture sont des divertissements. Il peint surtout des bambous mais détruit la plupart de ses œuvres. Le Musée de Boston en conserve néanmoins une : Retraite dans un bosquet de bambous', signé.
L'empereur  Shenzong, choisit pour l'éducation de son fils Zhao Ji deux éminents peintres Li Wei et Wang Shen, tous deux membres de la famille impériale. Ils deviennent de fait les oncles du jeune Huizong et ses professeurs d'art .